# Fantasy Filmfest 1994
Das 8. Fantasy Filmfest (1994) fand in der Zeit vom 3. bis 31. August für jeweils eine Woche in den Städten Köln, Hamburg, Frankfurt, Berlin und München statt.

## Liste der gezeigten Filme
| Titel                                   | Regisseur               | Sparte            |
| --------------------------------------- | ----------------------- | ----------------- |
| Angriff der 20-Meter-Frau               | Christopher Guest       | Premieren         |
| Bedlam                                  | Vadim Jean              | Premieren         |
| Blut an den Lippen                      | Harry Kümel             | Erotische Vampire |
| Hol' die Mama aus dem Sarg!             | Jonathan Wacks          | Premieren         |
| Boxing Helena                           | Jennifer Chambers Lynch | Premieren         |
| Brainscan                               | John Flynn              | Premieren         |
| Captain Kronos – Vampire Hunter         | Brian Clemens           | Erotische Vampire |
| Cronos                                  | Guillermo del Toro      | Premieren         |
| Dark Waters                             | Mariano Baino           | Sondervorführung  |
| Vampyres                                | José Ramón Larraz       | Erotische Vampire |
| Death Machine                           | Stephen Norrington      | Premieren         |
| DellaMorte DellAmore                    | Michele Soavi           | Premieren         |
| Full Eclipse                            | Anthony Hickox          | Premieren         |
| Full Moon over Belgrade                 | Dragan Kresoja          | Premieren         |
| Funny Man                               | Simon Sprackling        | Premieren         |
| 4 himmlische Freunde                    | Ron Underwood           | Premieren         |
| Horror Story                            | Jaroslav Brabec         | Premieren         |
| Harter Mann in Uniform                  | David Wellington        | Premieren         |
| Die Mächte des Wahnsinns                | John Carpenter          | Opening Night     |
| Jack Be Nimble                          | Garth Maxwell           | Premieren         |
| Jiang-Hu - Magie des Schwertes          | Ronny Yu                | Premieren         |
| Killing Zoe                             | Roger Avary             | Premieren         |
| Love and a .45                          | C. M. Talkington        | Premieren         |
| Nur Vampire küssen blutig               | Jimmy Sangster          | Erotische Vampire |
| Der Tod kommt auf vier Pfoten           | John Lafia              | Premieren         |
| Die Stunde, wenn Dracula kommt          | Mario Bava              | Erotische Vampire |
| H. P. Lovecraft's Necronomicon          | Brian Yuzna             | Premieren         |
| Nightwatch – Nachtwache                 | Ole Bornedal            | Closing Night     |
| Das Böse III                            | Don Coscarelli          | Premieren         |
| Pulp Fiction                            | Quentin Tarantino       | Premieren         |
| Re-Animator                             | Stuart Gordon           | Sondervorführung  |
| Das Ding aus dem Sumpf                  | Wes Craven              | Premieren         |
| Romeo Is Bleeding                       | Peter Medak             | Überraschungsfilm |
| Das Schweigen der Hammel                | Ezio Greggio            | Premieren         |
| Schweigende Zunge                       | Sam Shepard             | Premieren         |
| Speed                                   | Jan de Bont             | Premieren         |
| Surviving the Game – Tötet ihn!         | Ernest R. Dickerson     | Premieren         |
| Tale of a Vampire                       | Shimako Sato            | Premieren         |
| True Lies – Wahre Lügen                 | James Cameron           | Überraschungsfilm |
| Geheimnisse                             | Jim McBride             | Premieren         |
| Freddy’s New Nightmare                  | Wes Craven              | Premieren         |
| Wolpodzilla                             | Hans Horn               | Premieren         |
| Akte X – Die unheimlichen Fälle des FBI | Diverse                 | Premieren         |
| Marlboro US-Kurzfilm Preis              | Diverse                 | Sondervorführung  |